# Ontonagon County
Ontonagon County ist ein County im Bundesstaat Michigan der Vereinigten Staaten. Der Verwaltungssitz (County Seat) ist Ontonagon. Das U.S. Census Bureau hat bei der Volkszählung 2020 eine Einwohnerzahl von 5816 ermittelt.

## Geographie
Das County liegt fast im äußersten Westen der Oberen Halbinsel von Michigan, grenzt im Norden an den Lake Superior, einem der 5 Großen Seen, und hat eine Fläche von 9690 Quadratkilometern, wovon 6293 Quadratkilometer Wasserfläche sind. Es grenzt im Uhrzeigersinn an folgende Countys: Houghton County, Iron County, Gogebic County und auf dem Lake Superior an das Keweenaw County.

## Geschichte
Ontonagon County wurde 1843 aus Teilen des Chippewa County und des Mackinac County gebildet. Benannt wurde es nach dem von frühen französischen Eroberern vergebenen Namen Nantounagon für einen kleinen Fluss in dieser Gegend.
Fünf Bauwerke und Stätten des Countys sind im National Register of Historic Places eingetragen (Stand 27. Januar 2018).

## Demografische Daten
Nach der Volkszählung im Jahr 2000 lebten im Ontonagon County 7818 Menschen in 3456 Haushalten und 2225 Familien. Die Bevölkerungsdichte betrug 2 Einwohner pro Quadratkilometer. Ethnisch betrachtet setzte sich die Bevölkerung zusammen aus 97,25 Prozent Weißen, 0,03 Prozent Afroamerikanern, 0,96 Prozent amerikanischen Ureinwohnern, 0,18 Prozent Asiaten, 0,03 Prozent Bewohnern aus dem pazifischen Inselraum und 0,31 Prozent aus anderen ethnischen Gruppen; 1,25 Prozent stammten von zwei oder mehr Ethnien ab. 0,74 Prozent der Bevölkerung waren spanischer oder lateinamerikanischer Abstammung.
Von den 3456 Haushalten hatten 23,6 Prozent Kinder unter 18 Jahren, die bei ihnen lebten. 53,6 Prozent waren verheiratete, zusammenlebende Paare, 6,3 Prozent waren allein erziehende Mütter und 35,6 Prozent waren keine Familien. 31,5 Prozent waren Singlehaushalte und in 16,0 Prozent lebten Menschen im Alter von 65 Jahren oder darüber. Die Durchschnittshaushaltsgröße betrug 2,21 und die durchschnittliche Familiengröße lag bei 2,75 Personen.
20,2 Prozent der Bevölkerung waren unter 18 Jahre alt. 4,7 Prozent zwischen 18 und 24 Jahre, 23,3 Prozent zwischen 25 und 44 Jahre, 30,2 Prozent zwischen 45 und 64 Jahre und 21,6 Prozent waren 65 Jahre oder älter. Das Durchschnittsalter betrug 46 Jahre. Auf 100 weibliche Personen kamen 102,7 männliche Personen. Auf 100 Frauen im Alter von 18 Jahren und darüber kamen statistisch 101,5 Männer.
Das jährliche Durchschnittseinkommen eines Haushalts betrug 29.552 US-Dollar, das Durchschnittseinkommen einer Familie 36.690 USD. Männer hatten ein Durchschnittseinkommen von 31.884 USD, Frauen 21.121 USD. Das Pro-Kopf-Einkommen betrug 16.695 USD. 5,8 Prozent der Familien und 10,4 Prozent der Bevölkerung lebten unterhalb der Armutsgrenze.